# Chiesa di San Zenone (Castano Primo)
La chiesa prepositurale di San Zenone è la parrocchiale di Castano Primo, in città metropolitana ed arcidiocesi di Milano; fa parte del decanato di Castano Primo.

## Storia
La prima citazione di una chiesa a Castano Primo risale al 3 febbraio 974; probabilmente tale cappella era sorta in epoca longobarda e fungeva da oratorio per il locale castello.

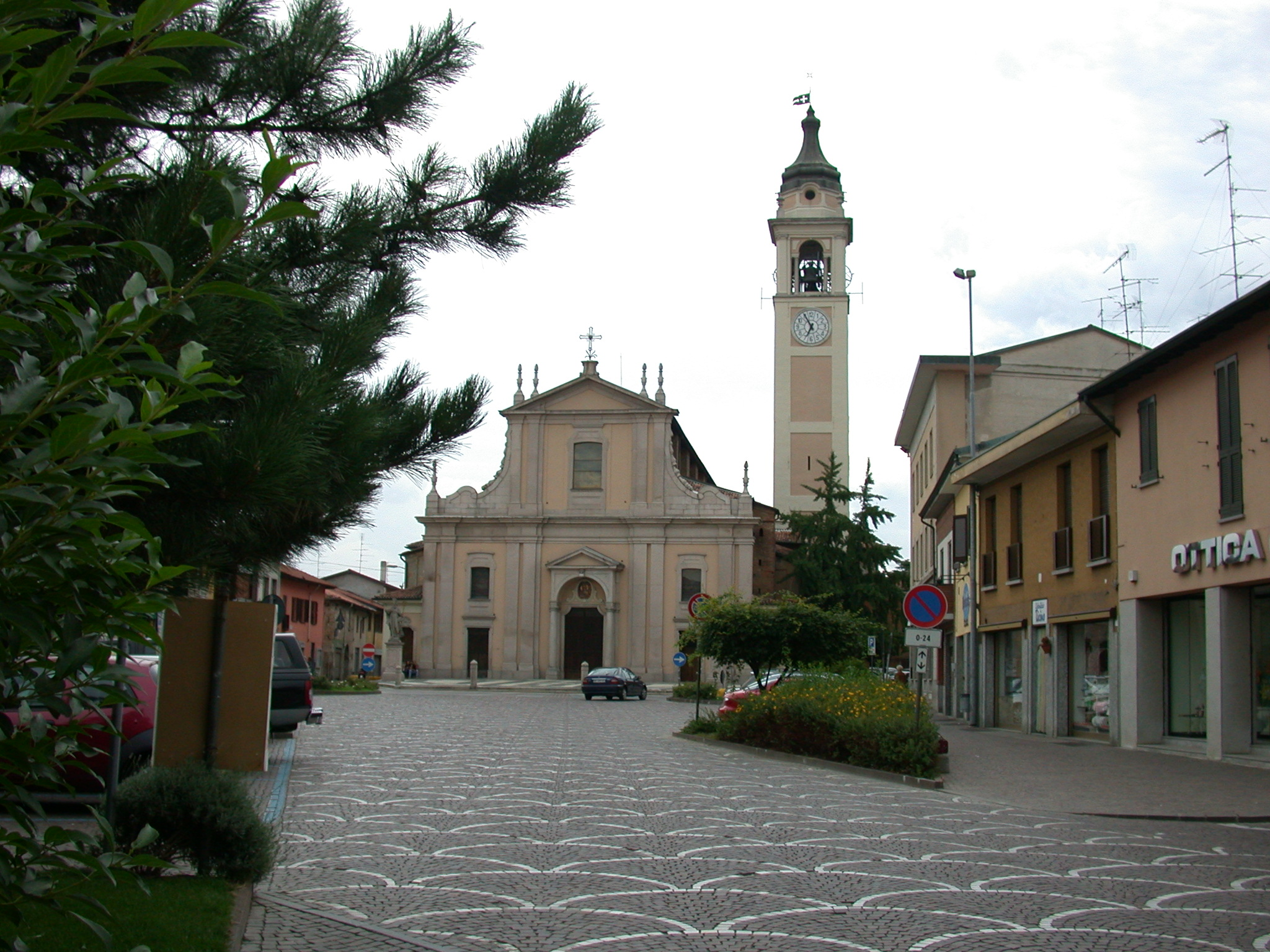
La piazza e la chiesa

Nel Liber Notitiae Sanctorum Mediolani, redatto alla fine del XIII secolo si legge che la chiesa castanese era filiale della pieve di Dairago.
Nel 1345 la chiesa venne riedificata lì dove antecedentemente sorgeva il suddetto castello; contestualmente fu eretto il campanile, forse sul luogo di una vecchia torre del castello.
Di tale chiesa vi sono delle descrizioni negli atti relativi alle varie visite pastorali: l'edificio misurava 50 metri di lunghezza, 15 di larghezza e 21 d'altezza, la facciata presentava due semicolonne e un rosone, l'interno era a tre navate ed era caratterizzato da dieci colonne in mattoni, il soffitto era a capriate, il presbiterio era rialzato di cinque gradini rispetto all'aula e il cleristorio era abbellito da archi trilobati.
Nel 1490 la chiesa di eretta a parrocchiale.

Tra i secoli XVI e XVII vennero realizzate le cappelle laterali e nel 1663 fu innalzata la sagrestia.
Nel 1696 una folgore cadde sulla cima del campanile, il quale, collassando, cadde sulla chiesa, distruggendola in parte; fu incaricato di vedere che cosa si poteva fare per sistemare la parrocchiale l'architetto Francesco Croce, il quale consigliò di radere al suolo la parte dell'edificio rimasta in piedi e di ricostruire dalle fondamenta la chiesa.
La sua proposta, però, non ebbe seguito, dato che si preferì riparare la porzione della struttura danneggiata e, con l'occasione, rialzare il tetto della navata centrale, lasciando così intatta la pianta.
Il rifacimento ebbe inizio nel 1759 e si concluse l'anno successivo; nel 1770 la facciata venne ricostruita la facciata su disegno di Giulio Gallori e nel 1778 fu realizzata la nuova guglia del campanile.
Nel 1895 la chiesa fu elevata alla dignità di prepositurale e divenne sede di un vicariato foraneo in luogo.
Dalla relazione della vista pastorale del 1900 dell'arcivescovo Andrea Carlo Ferrari s'apprende che nella parrocchiale di Castano Primo, che aveva come filiali le cappelle dell'Addolorata, dei Santi Rocco e Sebastiano, di San Bernardo, della Madonna della Neve, di Sant'Eurosia e di Santa Maria Ausiliatrice, avevano sede le confraternite del Santissimo Sacramento, del Santissimo Rosario e delle Figlie di Maria e le pie unioni della Sacra Famiglia, di San Giuseppe, dei Terziari francescani e dei Luigini.
Nel 1903 entrarono a far parte del vicariato foraneo di Castano Primo le parrocchie di Buscate, Nosate, Robecchetto e Sant'Antonino Ticino.
Nel 1945, tra luglio e agosto, la facciata della chiesa fu oggetto di un intervento di ristrutturazione condotto su progetto dell'architetto Belloli.
Nel 1971 il vicariato di Castano Primo, che era giunto a comprendere, oltre a quella castanese, anche le parrocchie di Arconate, Bienate, Buscate, Castano Primo, Castelletto, Cuggiono, Dairago, Furato di Inveruno, Inveruno, Magnago, Malvaglio, Nosate, Robecchetto, Turbigo e Vanzaghello, venne trasformato nell'omonimo decanato, si trova nella piazza principale di Castano Primo. 

## Descrizione

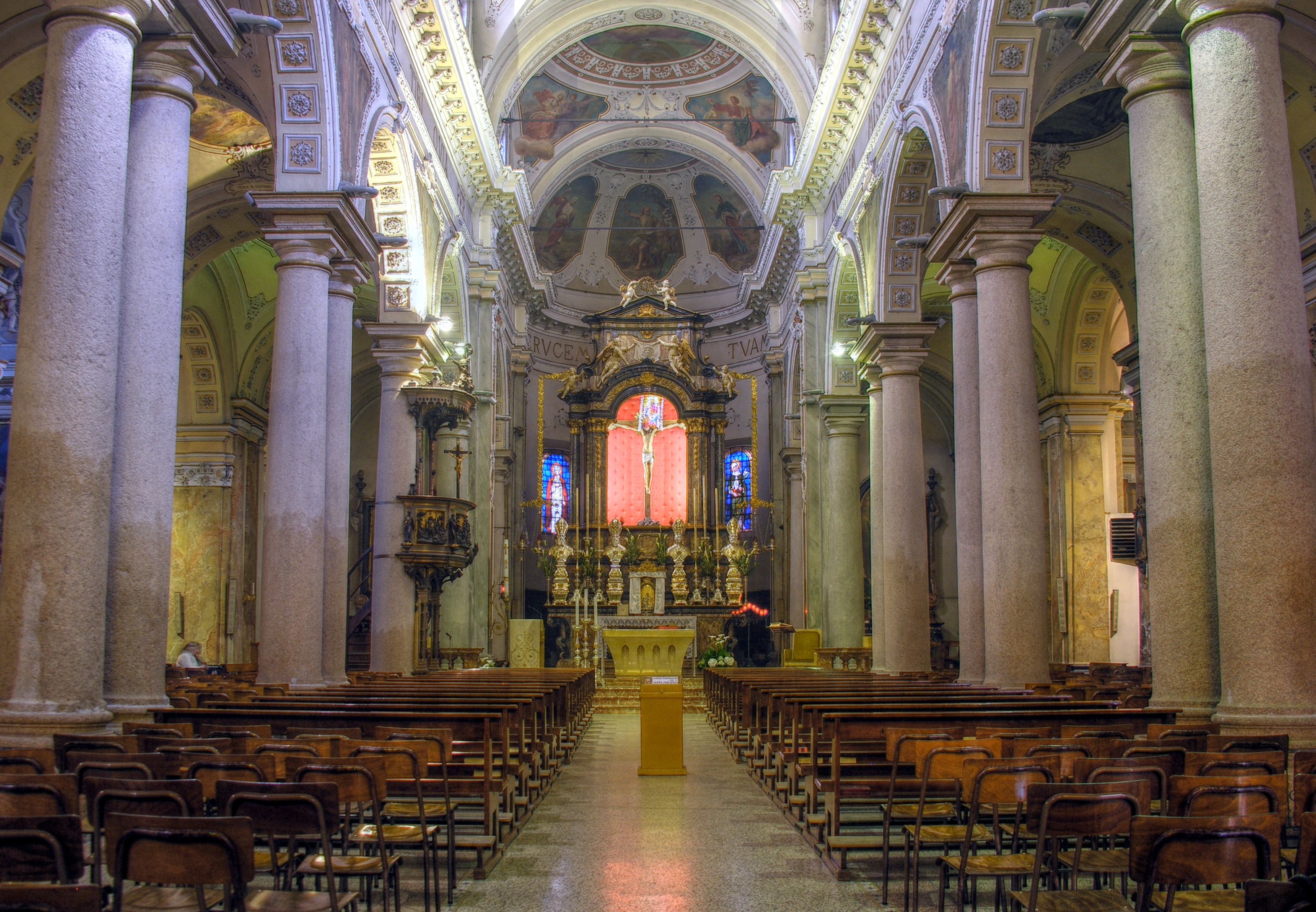
L'interno

### Esterno
La facciata della chiesa è a salienti e si presenta suddivisa in tre parti; è caratterizzata da due volute che raccordano la porzione centrale, che è più alta, con le due laterali, di altezza inferiore.

### Interno
L'interno è a tre navate, le quali sono separate da colonne doriche sorreggenti degli archi a tutto sesto; la navata laterale è voltata a botte, mentre quelle laterali presentano diversi tipi di coperture.
L'aula termina con il presbiterio rialzato di tre gradini, che è caratterizzato dalla volta a padiglione e che è chiuso dall'abside di forma semicircolare.